# گری دواین پیتون
گری دواین پیتون (انگلیسی: Gary Payton II؛ زادهٔ ۱ دسامبر ۱۹۹۲) بازیکن بسکتبال اهل ایالات متحده آمریکا است.
از باشگاه‌هایی که در آن بازی کرده‌است می‌توان به میلواکی باکس و پورتلند تریل بلیزرز اشاره کرد.